# 마비노기 모바일
《마비노기 모바일》(Mabinogi Mobile)은 데브캣에서 개발하고 넥슨에서 서비스하는 대한민국의 모바일 MMORPG이다. 2025년 3월 27일에 정식 출시되었으며, 2004년에 출시된 PC 온라인 게임 《마비노기》의 세계관을 바탕으로 제작되었다. 원작의 판타지 라이프 콘셉트와 자유도 높은 생활 콘텐츠를 계승하면서도 모바일 환경에 최적화된 새로운 요소들을 추가했다. 게임은 iOS와 안드로이드 플랫폼을 지원하며, PC 버전도 함께 제공된다.

## 개발 과정

### 초기 발표와 개발 지연
《마비노기 모바일》은 2017년 7월 9일 《마비노기》 파멸의 부름 쇼케이스에서 처음 공개되었다. 당시 2018년 출시를 목표로 발표되었으나, 이후 8년간에 걸쳐 수차례 출시가 연기되는 긴 개발 기간을 거쳤다. 2018년과 2022년 지스타를 통해서 테스트 버전의 시연이 진행되었고, 2025년 2월 6일 온라인 론칭 쇼케이스를 거친 뒤 2025년 3월 27일 정식 출시하였다.

### 개발 목표
프로듀서 김동건은 출시 전 인터뷰에서 《마비노기 모바일》에 대해 "마비노기가 추구하는 여유와 낭만을 모바일 환경에 맞게 재구성했다"고 설명했다. 그는 "마비노기를 경험했던 분들에게 장소에 구애받지 않고 추억을 되살릴 기회를 제공하고 싶었다"며 "신규 이용자에게는 마비노기 세계관으로 들어가는 문이 되기를 바란다"고 개발 의도를 밝혔다.
게임의 시스템 설계에서는 모바일 플랫폼의 특성을 고려한 재해석이 이루어졌다. 전투, 스킬, 장비 아이템 등은 사용하는 무기에 따라 클래스와 스킬 세트가 바뀌도록 했으며, 스킬 성장 절차는 더 간소화했다. 생활계 스킬은 전투 스킬과 구분되도록 정리했고, 악기 연주 부분도 모바일에 맞게 조정하여 악기 연주하는 사람 옆에서 합주 버튼을 누르면 간단히 함께 연주를 시작할 수 있도록 구현했다.

## 게임플레이

### 클래스 시스템
게임은 직업 기반 시스템을 채택하고 있다. 전사 계열에는 전사, 대검전사, 검술사가 있으며, 궁수 계열에는 궁수, 석궁사수, 장궁병이 포함된다. 마법사 계열로는 마법사, 화염술사, 빙결술사, 2025년 6월 추가된 전격술사가 있고, 힐러 계열에는 힐러, 사제, 수도사가 있다. 음유시인 계열은 음유시인, 댄서, 악사로 구성되어 있으며, 2025년 4월 업데이트로 추가된 도적 계열에는 도적, 격투가, 듀얼블레이드가 포함된다.

### 생활 콘텐츠
원작 《마비노기》의 핵심 요소인 생활 콘텐츠를 계승하여 낚시, 요리, 채집, 제작 등 다양한 비전투 활동을 제공한다. 이러한 콘텐츠들은 캐릭터 성장과 연계되어 있으며, 게임의 주요 특징 중 하나이다. 플레이어들은 캠프파이어 앞에서 함께 춤을 추고 악기를 연주하며 시간을 보낼 수 있으며, 다양한 소셜 활동을 통해 새로운 인연을 만들 수 있다.

### 세계관과 스토리
게임의 배경은 원작 《마비노기》의 세계인 에린이며, C1 여신강림까지는 원작과 동일한 스토리를 따른다. 그 이후부터는 《마비노기 모바일》만의 독자적인 스토리가 전개된다. 또한 《마비노기 영웅전》, 《마비노기 듀얼》, 《허스키 익스프레스》 등 데브캣의 다른 작품들의 캐릭터와 세계관 요소들도 등장한다.

## 기술적 특징

### 플랫폼 지원
《마비노기 모바일》은 iOS, 안드로이드, PC 플랫폼을 모두 지원한다. iPhone과 iPad를 포함한 iOS 기기와 안드로이드 기기에서 플레이할 수 있으며, Windows PC에서도 이용 가능하다. 게임은 가로 모드와 세로 모드를 모두 지원하여 사용자의 플레이 스타일에 맞춰 선택할 수 있다.

## 반응

### 초기 비판과 재평가
출시 직후에는 튜토리얼 진행 방식, 자동 플레이 기능, 의상 아이템의 확률형 판매 등에 대한 비판적 의견이 제기되었다. 일부에서는 기존 모바일 MMORPG와 유사한 특성을 보인다는 평가가 나왔다. 이후 게임의 시스템과 콘텐츠가 더 알려지면서 평가에 변화가 있었다. 특히 직접적인 플레이어 간 경쟁 요소가 제한적이고, 캐릭터 성장에서 결제의 필수성이 낮다는 점이 원작의 특성을 계승한 것으로 평가받았다. 《마비노기 모바일》의 비즈니스 모델은 원작 마비노기의 의상이나 펫처럼 자신의 캐릭터를 꾸미는 요소에 치중되어 있다.

### 흥행 성과
《마비노기 모바일》은 출시 후 50일(2025년 3월 27일 ~ 5월 15일) 동안 센서타워 집계 기준으로 약 3천만 달러(약 417억 원)의 누적 매출을 기록했다. 같은 기간 한국 모바일게임 매출 순위에서는 《리니지M》에 이어 2위를 차지했다. 다운로드 수는 구글플레이 스토어와 애플 앱스토어 합산 100만 건 이상을 기록하여 해당 기간 국내 모바일게임 중 가장 많이 다운로드된 게임이 되었다.

## 기타
- 2025년 6월 21일 마비노기와 마찬가지로 21주년 기념 쇼케이스를 킨텍스에서 온오프라인으로 진행되었다.[9]

## 같이 보기
- 마비노기
- 마비노기 영웅전
- 데브캣 스튜디오